# Jørgen Gluver
Jørgen Gluver, danski rokometaš, * 15. junij 1960.
Leta 1984 je na poletnih olimpijskih igrah v Los Angelesu v sestavi danske rokometne reprezentance osvojil 4. mesto.